# 明人堂
明人堂（みんじんどう）は、 1540年（天文9年）、五島列島の福江島（現長崎県五島市）に建てられた廟堂。当時、明の貿易商であった王直が財政難に苦しむ福江領主宇久盛定の通商許可を得た際に、江川城城下の高台に居住地を与えられ、中華街を作る許諾をも得た。その一画に東シナ海航海の安全を祈るために建立したものと伝わる。俗称として「めーじんさー」とも呼ばれる。
以前は交易に使用したと考えられる荷揚げ場が残されていたが、福江川の河川改修時に消滅し、当時の面影を残す遺構は近在の六角井（六角井戸、長崎県指定史跡）とこの明人堂のみとなっている。
2015年現在に残る堂および石材建造物は1999年に改築されたもので、桜石・白石・錆御影石などが使用され、長崎市の民間企業で設計・作成されたものが納入された。
「明人堂祈願祭」として、毎年10月に行われる福江みなとまつりで祈願祭が行われている。

## 王直
王直は倭寇であり、『平戸市史』によれば「明の密商で、違禁の貨物をルソン、アンナン、タイ王国、マラッカ等に密輸し、巨万の富をなし、東シナ海貿易商として非常な勢力をもっていた」とされている。また、鄭舜功の『日本一鑑』にも「王直は、五島（長崎県）を拠点とし、藩主の松浦隆信とともに、大暴れした『倭寇』である」と記されている。
鉄砲伝来に大きな関わりを持つとされる、南浦文之の記した『鉄炮記』に登場する「大明儒生の五峰」というポルトガル人通訳を務めたとされる人物の名は王直の号であり、ポルトガル人を乗せて日本に鉄砲と南蛮文化を運んできたジャンク船の持ち主はこの王直であると推測されている。
王直は最後には明で捕縛・処刑された。

## 画像

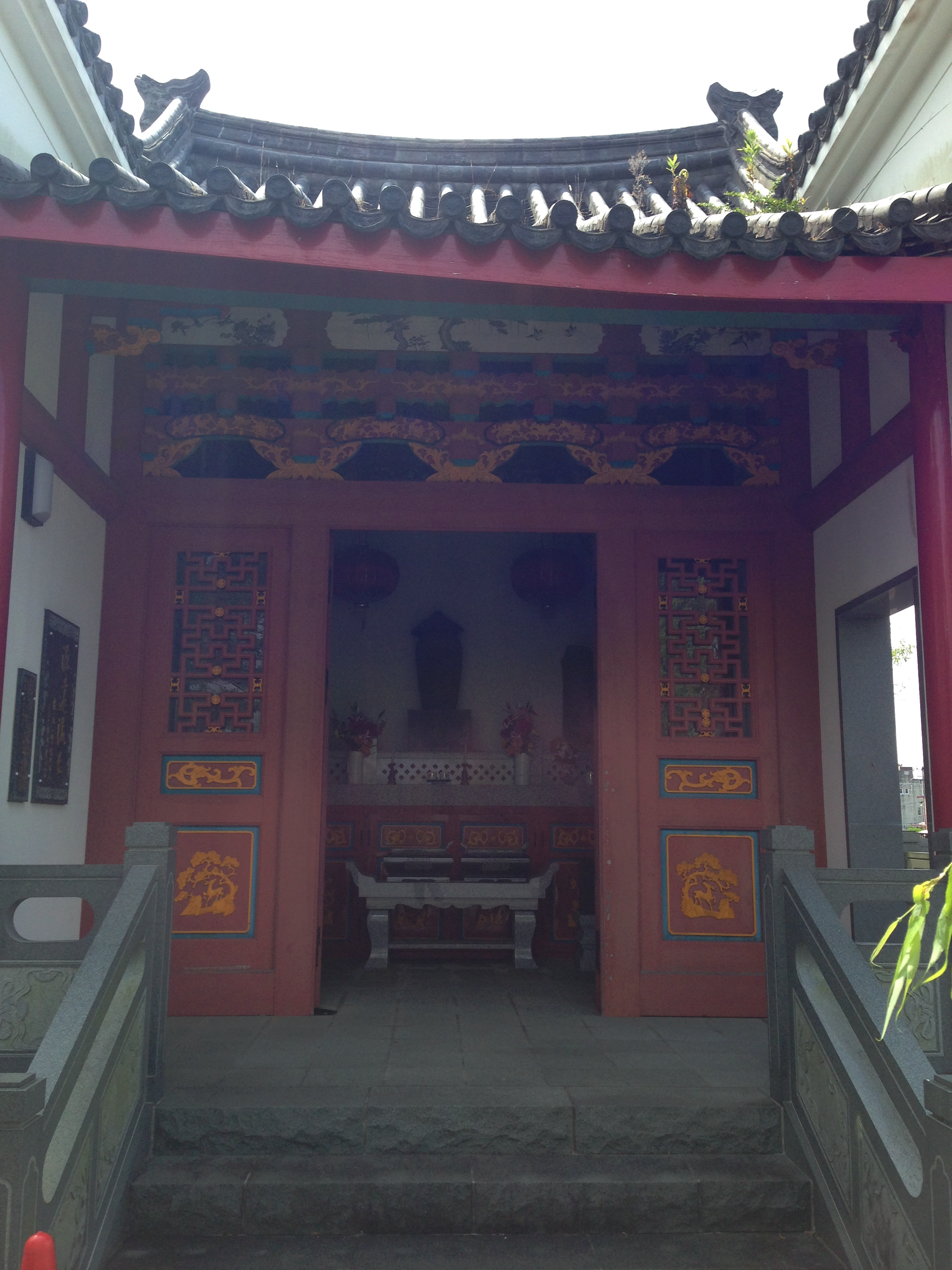
屋根は台風被害により歪んでいる。
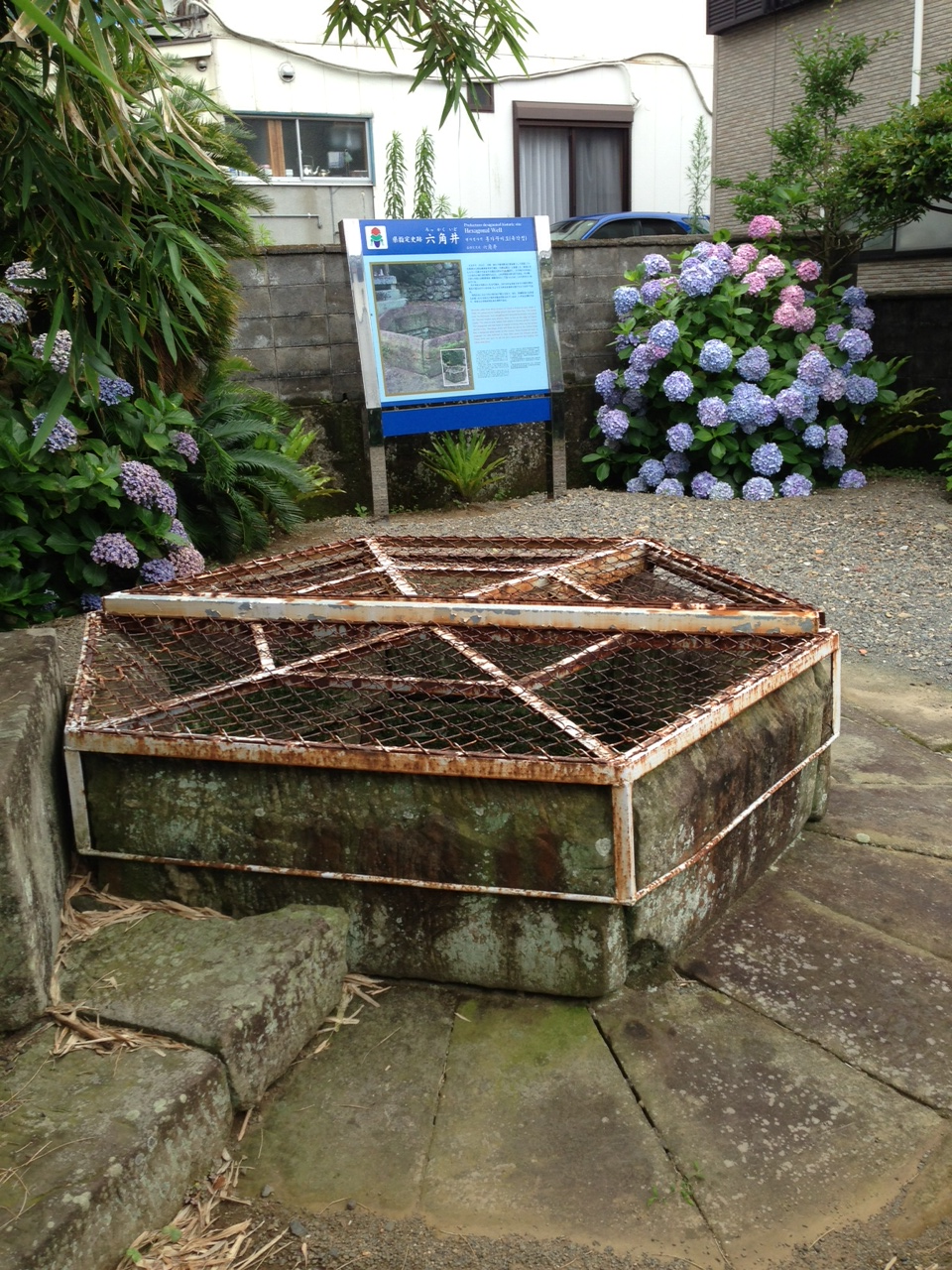
近在の六角井跡。